# Marco Donadel
Marco Donadel, född 21 april 1983 i Conegliano, Treviso, är en italiensk fotbollsspelare som spelar som mittfältare i MLS-klubben Impact de Montréal.
Donadel började sin karriär som en av AC Milans egna, lovande produkter. Han lånades ut till Lecce, Parma, Sampdoria och Fiorentina, och efter en lyckad halv-säsong i Fiorentina värvades han permanent av klubben. Säsongen 2005/2006 var han ordinarie i startelvan under tränaren Cesare Prandelli.
Marco Donadel var kapten för Italiens U21-landslag då de vann 2004 års Europamästerskap för U21-landslag. Donadel vann också en bronsmedalj i fotbollsturneringen i 2004 års sommar-OS.